# Pietro Antonio Zorzi
Pietro Antonio Zorzi (Novegradi, 7 novembre 1745 – Udine, 17 dicembre 1803) è stato un cardinale e arcivescovo cattolico italiano.

## Biografia
Nacque presso il castello di Novegradi (attuale Croazia) il 7 novembre 1745, da una famiglia del patriziato veneto. Vestì l'abito dei Somaschi nel 1764 e fu ordinato sacerdote a Verona nel 1768. Il 3 aprile 1786 fu nominato vescovo di Ceneda su proposta del Senato veneto.
Fu nominato arcivescovo di Udine nel 1792 su proposta del Senato veneto.
Papa Pio VII lo elevò al rango di cardinale nel concistoro del 17 gennaio 1803.
Morì il 17 dicembre 1803 all'età di 58 anni, prima ancora di ricevere l'investitura ed il titolo. È sepolto nel duomo di Udine.

## Opere e orazioni
- Omelia della predicazione della parola di Dio recata in italiano dall'abb. Antonio Rainis del Friuli, Stamperia Conzatti, 1793.
- Lettera pastorale di S.E.R. monsignor Pietro Antonio Zorzi della congregazione di Somasca arcivescovo d'Udine, Udine, Stamp. arcivescovile, 1793.
- Lettera pastorale di S.E. Rev. mons. Pietro Antonio Zorzi arcivescovo di Udine abate, e marchese di Rosazzo, Udine, Eredi Moravo, 1798.

## Genealogia episcopale
La genealogia episcopale è:
- Cardinale Scipione Rebiba
- Cardinale Giulio Antonio Santori
- Cardinale Girolamo Bernerio, O.P.
- Arcivescovo Galeazzo Sanvitale
- Cardinale Ludovico Ludovisi
- Cardinale Luigi Caetani
- Cardinale Ulderico Carpegna
- Cardinale Paluzzo Paluzzi Altieri degli Albertoni
- Papa Benedetto XIII
- Papa Benedetto XIV
- Papa Clemente XIII
- Cardinale Giovanni Francesco Albani
- Cardinale Carlo Rezzonico
- Cardinale Pietro Antonio Zorzi, C.R.S.